# Rue des Bonnes-Rappes
La rue des Bonnes-Rappes est une rue de Lille, dans le Nord, en France. Il s'agit de l'une des plus vieilles rues du quartier du Vieux-Lille.

## Situation et accès
La rue des Bonnes-Rappes, rejoint la rue à Claques. C'est une rue qui relie la place Saint-Joseph à l'avenue du Peuple-Belge, en débouchant sur l' Hospice Comtesse et la Place Louise-de-Bettignies.

## Origine du nom
Le nom serait celui de rappes, raves ou navets en patois

## Historique
La rue ouverte sur le territoire de l'agrandissement de Lille de 1617-1622 était à l'emplacement de l'ancien château de Courtrai démantelé en 1577. Le site de la rue avec ses voisines rue à Claques et rue des Célestines a fait l'objet de fouilles archéologiques.

## Description
La rue est une voie secondaire très courte bordée de maisons anciennes et également d'immeubles récents des années 1990 comprenant des éléments imitant l'architecture du XVIIe siècle du style lillois à arcures.